# Рассел, Фрэнсис, 9-й герцог Бедфорд

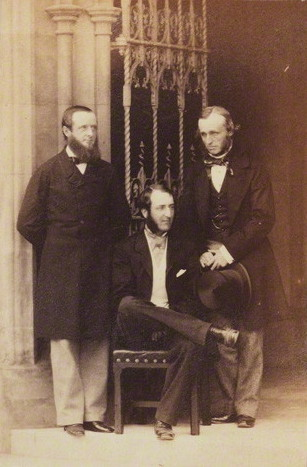
Фрэнсис Рассел, 9-й герцог Бедфорд, сэр Роберт Кингскот, Джордж Рептон. Фото Камиллы Сильви

Фрэнсис Чарльз Гастингс Рассел (англ. Francis Russell; 16 октября 1819, Лондон, Великобритания — 14 января 1891, там же) — британский аристократ, 14-й барон Рассел, 9-й барон Хоуленд, 13-й граф Бедфорд, 9-й маркиз Тависток, 9-й герцог Бедфорд с 1872 года, кавалер ордена Подвязки. Принадлежал к младшей ветви рода Расселов, унаследовал семейные титулы от двоюродного брата Уильяма, 8-го герцога Бедфорда. В 1884—1891 годах занимал должность лорда-лейтенанта Хантингдоншира.

## Биография
Фрэнсис Рассел родился 16 октября 1819 года в Лондоне. Он был старшим сыном генерал-майора лорда Джорджа Уильяма Рассела и Элизабет Энн Родон, внуком Джона Рассела, 6-го герцога Бедфорда. В 1838 году Рассел поступил на службу офицером в шотландскую гвардию, уволился в 1844 году. В 1847—1872 годах он заседал в Палате общин как депутат от графства Бедфордшир, причём всё это время занимал либеральные позиции.
27 мая 1872 года, после смерти бездетного двоюродного брата Уильяма Рассела, 8-го герцога Бедфорда, Фрэнсис Рассел унаследовал герцогский титул и стал членом Палаты лордов. В 1886 году он порвал с партийным руководством Уильяма Гладстона из-за Первого ирландского законопроекта о самоуправлении и стал юнионистом.
Герцог интересовался сельским хозяйством и ставил аграрные эксперименты в своём поместье в Уобёрн Эбби. В 1880 году он стал президентом Королевского сельскохозяйственного общества и кавалером ордена Подвязки. С 1884 года Рассел занимал пост лорда-лейтенанта Хантингдоншира.
Герцог умер 14 января 1891 года в Лондоне: он застрелился в припадке безумия, страдая от пневмонии. После кремации в Уокингском крематории его прах был захоронен в Бедфордской часовне церкви Святого Михаила в Ченисе, Бакингемшир.

## Семья
18 января 1844 года Фрэнсис Рассел женился на Элизабет Сэквил-Уэст, дочери Джорджа Сэквила-Уэста, 5-го графа де Ла Варра, и Элизабет Сэквил-Уэст. В этом браке родились четверо детей:
- Джордж Уильям Фрэнсис Сэквил Рассел (16 апреля 1852 — 23 марта 1893), 10-й герцог Бедфорд[5];
- Элла Моника Сэквил (1854 — 2 февраля 1936)[6][7];
- Эрминтруда Сэквил (9 мая 1856 — 22 марта 1927), жена Эдварда Мале, 4-го баронета[6][8];
- Хербранд Артур (19 февраля 1858 — 27 августа 1940), 11-й герцог Бедфорд[9].